# Сай (рапър)
Вижте пояснителната страница за други личности с името Псай.
Пак Дже-Санг (на корейски: 박재상), по-известен като Псай, e южнокорейски рапър, певец, композитор, автор на песни, танцьор и музикален продуцент.
Най-добре познат е с хита си Gangnam Style, който е номер 1 в музикалните класации на Великобритания, Австралия, Нова Зеландия, Канада и други страни. Към 2018 видеоклипът към песента има над 3 милиарда гледания в Youtube.

## Биография
Роден е в квартал Гангнам в Сеул на 31 декември 1977 в заможно семейство – баща му е собственик на „DI Corporation“, специализирани в производството на полупроводници и компютъри, а майка му е собственик на няколко ресторанта в Гангнам. Първоначално учи в Бостънския университет, прекъсва и започва в Музикален колеж Бърклий, като отново прекъсва.
През 2001 издава дебютния си албум PSY from the PSYcho World!, а синглите му Bird и End оглавяват музикалните класации в родината му. На следващата година издава втория си албум, озаглавен Ssa 2. Той обаче е забранен за малолетни. Популярността на певеца нараства, когато той записва песента Champion, посветена на Световното първенство по футбол в Япония и Южна Корея. Сингълът става част от третия му студиен албум PSY 3.
Пак се завръща на сцената през 2005 с песента Delight, след като между 2003 и 2005 отбива военната си служба. На следващата година издава албума си Sa Jib. През лятото на 2010 подписва със звукозаписната компания YG Entertaiment.
Те издават и петия му студиен албум, озаглавен PSY Five. На 25 юли 2012 излиза албумът PSY's Best 6th Part 1, а песента Gangnam Style бързо се превръща в световен хит. През август 2012 клипът към песента става най-гледаният в Youtube за месеца. А днес вече е достигнал 2 милиарда гледания.  Gangnam style заема и първо място в класацията на iTunes.
От август 2012 рапърът е водещ на предаването Superstar K4. През ноември 2012 предстои издаването на PSY's Best 6th Part 2.

## Дискография

### PSY From the Psycho World! – януари 2001 г.
- „Intro“
- „Lady“
- „New“ (Korean: 새)
- „End“ (Korean: 끝)
- „Look Straight at Me“(Korean: 나에게 맡 봐)
- „Life“ (с участието на Ray Jay, Yota, DM, Y.Kwan, Small)
- „Donggadorak“ (Korean: 동가동락)
- „Freedom“
- „The Little Girl“ (Korean: 성냥팔이 소녀)
- „NO.1“
- „I Love Sex“ (с участието на Cho PD)
- „Shocking! Yanggajip Gyusu“ (Korean: 쇼킹! 양가집 규수)
- „The Mother of Success“(Korean: 성공의 어머니)
- „Let's Play“ (Korean: 놀아보자)
- „2 Year Wife“ (Korean: 2세의 처)
- „Affair“ (Korean: 불륜)
- „Anonymous Woman“(Korean: 계집녀)
- „Upskail Phenomenon“
- „Modern Times“
- „Outro“

#### Ssa 2 – януари 2002 г.
- „Intro“ (с участието на Masta Wu, Jed, Ha Dae-hwan, Ray Jay, Yohan)
- „Singosik“ (Korean: 신고식)
- „Dilemma“ (Korean: 딜레마)
- „Hooray“ (Korean: 얼씨구)
- „Yes, I Am“
- „If You Have Been...“ (Korean:해지면...)
- „I Want“ (Korean: 원해)
- „Into a Sauna“ (Korean: 사우나속으로) (с участието на Masta Wu)
- „1, etc.“ (Korean: 1등) (с участието на Yoo Geon-hyeong)
- „New 2“ (Korean: 새 2 (с участието на Kim Jun-hyeok)
- „Bitch“ (Korean: 나쁜 년)
- „Virgin Problem“ (Korean: 처녀논쟁) (с участието на Ray Jay)
- „Basica 2.0“
- „Saint“ (Korean: 생)

#### PSY 3 – септември 2002
- „Intro“ (с участието на Ray Jay)
- „Annyeonghui“ (Korean: 안녕희) (с участието на Lee Seon-hui)
- „Champion“ (Korean: 챔피언)
- „Bbanbbara“ (Korean: 빤빠라)
- „Politeness“ (Korean: 반말합시다)
- „Paradise“ (Korean: 낙원) (с участието на Lee Jae-hun)
- „Queen“ (Korean: 퀸) (с участието на Park Jae-eun)
- „Dwarf Blues“ (Korean: 난장)
- „Passions“ (Korean: 불장난) (с участието на Ray Jay)
- „Night“ (с участието на Park Mi-gyeong)
- „Bitch“ (с участието на Ray Jay)
- „Dedicated“ (Korean: 바쳐) (с участието на Yohan)
- „Royal Family“ (Korean: 로얄 패밀리) (с участието на Kirk, Kim U-geun)
- „No“ (Korean: 안돼요) (с участието на Kim Wan-seon)
- „Outro (Back to the PSYcho World!)“

#### Ssa Album – юли 2006
- „Alarm“
- „Instant“ (Korean: 인스턴트) (с участието на Kim Tae-u)
- „Artists“ (Korean: 연예인)
- „Adult“ (Korean: 어른) (с участието на Cho Deok-bae)
- „One Man Show“ (Korean: 원맨쑈)
- „Oh, Friend Of“ (Korean: 친구놈들아)
- „2 Beautiful Goodbyes“(Korean: 아름다운 이별2) (с участието на Lee Jae-hun)
- „Jump“ (с участието на Lee Ha-neul)
- „Wine Lovers“ (Korean: 애주가) (с участието на Leessang)
- „We Are The One“
- „Dead Poets Society“(Korean: 죽은 시인의 사회) (с участието наDynamic Duo, Drunken Tiger)
- „Knock“ (Korean: 노크) (с участието наIvy)
- „Would Beg“ (Korean: 비오니까)
- „Psycho Party“ (Korean: 싸이코 파티)

#### Psy Five – октомври 2010
- Cheapskate (Korean: 싸군)
- Right Now
- Stay Up Tonight (Korean: 오늘밤새)
- In My Eyes (Korean: 내 눈에는) (с участието на Lee Jae-hun)
- Thank You (с участието на Seo In Young)
- It's Art (Korean: 예술이야)
- Fluttering Heart (Korean: 설레인다)
- Seoul Streets (Korean: 서울의 밤거리) (с участието на YDG)
- So It's Like That (Korean: 그래서 그랬어) (с участието на Jung Yup)
- Go Crazy (Korean: 미치도록)
- Say It Honestly (Korean: 솔직히 까고말해)
- My WANNA BE (Korean: 나의 WANNA BE)

#### PSY – PSY 6 Part. 1 – 15.07.2012
- Blue Frog (Korean: 청개구리)[с Джи-Драгън]
- Passionate Goodbye (Korean: 뜨거운 안녕)[с участието на 성시경(Sung Si Kyung)]
- Gangnam Style (Korean: 강남스타일)
- Seventy Seven 101 (Korean: 77학개론)[с участието на 리쌍(Leessang) & 김진표(Kim Jin Pyo)]
- What Should Have Been (Korean: 어땠을까)[с участието на 박정현(Park Jung Hyun)]
- Never Say Goodbye (Korean: 설레인다)[с участието на 윤도현(Yoon Do Hyun)
- Gentleman
- Hangover [с участието на Snoop Dogg]